# Barbara Pittman

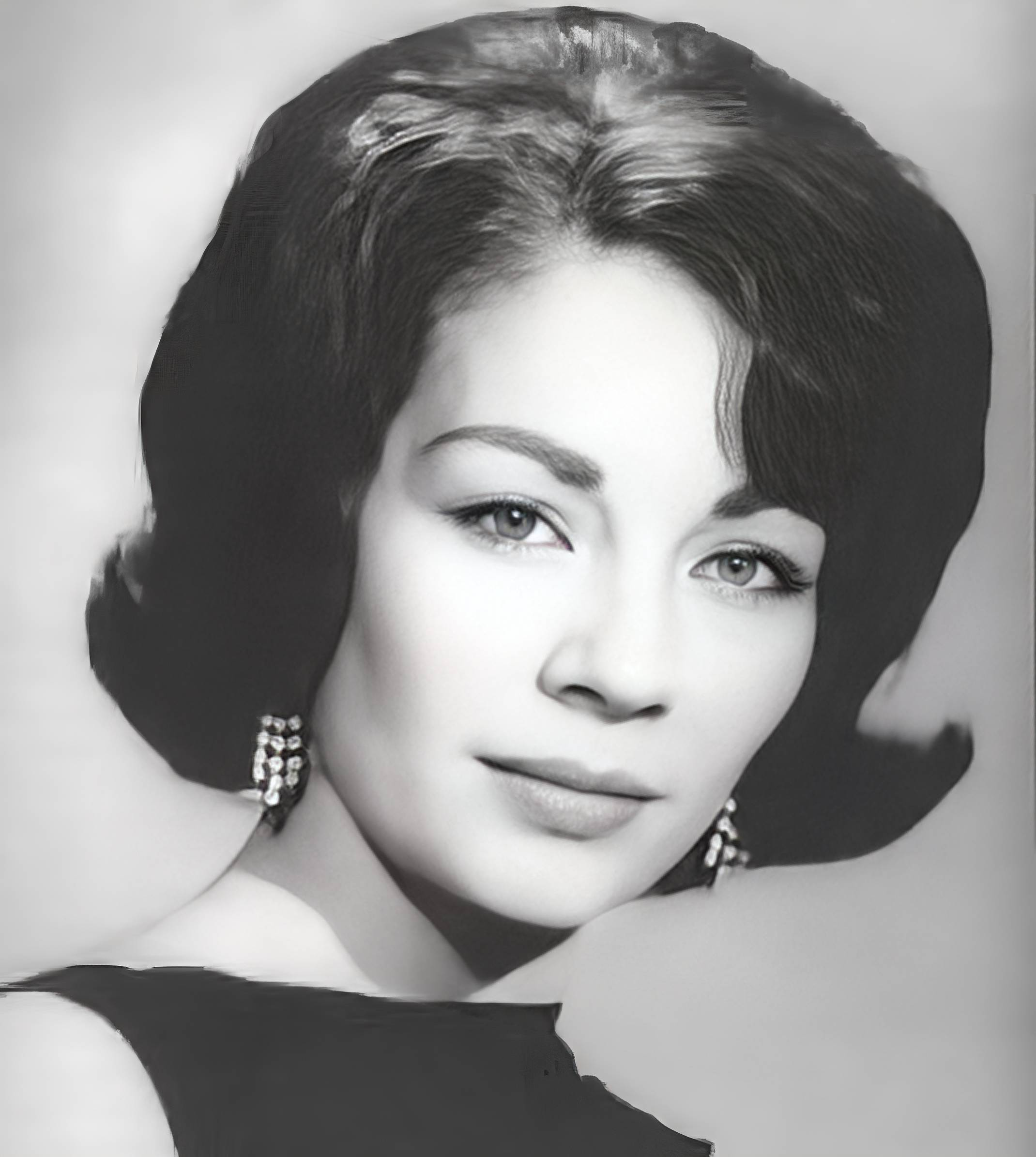
Barbara Pittman

Barbara Pittman (* 6. April 1938 in Memphis, Tennessee; † 29. Oktober 2005 ebenda) war eine US-amerikanische Rockabilly-Sängerin und die einzige Frau, die von Sam Phillips unter Vertrag genommen wurde.

## Leben

### Kindheit und Jugend
Barbara Pittman wurde 1938 in Memphis geboren, wo sie als eines von zwölf Kindern in Armut aufwuchs. Ihre Mutter hatte irische Vorfahren und ihr Vater, der Fiddle spielte, indianische. Pittman wurde in ihrer Kindheit von Big Bands und Sängerinnen wie Ella Fitzgerald beeinflusst. Auch der Blues prägte sie stark, da ihr Onkel ein Pfandhaus in der Beale Street hatte, wo sie viel Zeit verbrachte. Als Kind lernte Pittman Elvis Presley kennen, da ihre Mutter mit dessen Mutter Gladys befreundet war. Als Jugendliche verbrachte sie oft Zeit mit Presley.

### Karriere
Bereits als Jugendliche stellte sie sich – wie auch Presley – bei Sun Records vor, wurde jedoch von Sam Phillips zunächst abgelehnt, weil er der Ansicht war, sie sei zu jung und habe nicht genügend Talent. Ihr erstes professionelles Engagement verschaffte ihr der lokale DJ Sleepy John Estes im Eagles Nest. 1955 schloss sie sich der Western-Show von Lash LaRue an. Ursprünglich war sie als Babysitterin eingestellt, jedoch trat sie schon bald in seinen Shows als Sängerin auf. In diesem einen Jahr reiste sie mit LaRue bis nach Kalifornien.
Anfang 1956 kehrte sie nach Memphis zurück, wo sie auf den Musiker und Songschreiber Stan Kesler traf. Sie wurde Sängerin der Snearly Ranch Boys, mit denen Kesler auch spielte, und trat mit der Band regelmäßig im Cotton Club in West Memphis auf. Kesler ließ sie in diesem Club ein Demoband seines Songs Playing for Keeps einspielen, da er den Song an Elvis Presley vermitteln wollte, der zu dieser Zeit bereits bei RCA Victor unter Vertrag stand. Sam Phillips hörte dieses Band und war sofort von Pittman beeindruckt, obwohl er sie vorher abgelehnt hatte.
Obwohl einige weibliche Künstler für Phillips’ Labels Platten aufnahmen, war Pittman die einzige, die später einen Vertrag bekam. Ihre erste Session hielt sie im April 1956 im Sun Studio ab und spielte ihre erste Single I Need a Man / No Matter Who's to Blame ein, die fälschlicherweise unter dem Namen „Barbara Pitman“ auf den Markt kam. Begleitet wurde sie von den Snearly Ranch Boys sowie dem Sun-Studiomusiker Marcus Van Story am Bass. Obwohl sich die Single nur schleppend verkaufte, wurde sie von Manager Bob Neal auf Tourneen mit anderen Sun-Künstlern. Ende 1956 und Anfang 1957 machte Pittman weitere Aufnahmen für Sun, die aber unveröffentlicht blieben. Phillips hatte vorerst das Interesse an einer Zusammenarbeit verloren, bis Fernwood Records und Hi Records ihr Angebote machten, woraufhin Phillips Pittman für sein neues Label Phillips International verpflichtete und sie als einzigen weiblichen Künstler unter Vertrag nahm.
Ihre erste Single für das Label, Two Young Fools in Love / I’m Getting Better All the Time, wurde zu einem regionalen Hit, verfehlte jedoch die nationalen Charts. 1958 und 1960 folgten zwei weitere Singles, darunter Cold Cold Heart und The Eleventh Commandment. Bei letzterem Titel wurde sie von den Gene Lowery Singers unterstützt. Pittman machte auch als Mitglied von Stan Keslers Gruppe The Sunrays Aufnahmen.
Der große Erfolg wollte für Pittman jedoch nicht kommen und mit Beginn der 1960er-Jahre waren Phillips’ erfolgreiche Zeiten als Produzent vorbei. Pittman verließ Memphis und zog nach Kalifornien, wo sie für zahlreiche Filme Soundtracks aufnahm, mit den Righteous Brothers spielte und auf Kreuzfahrtschiffen auftrat. 1970 zog sie zurück nach Memphis und heiratete den deutschen Schallplattensammler Willie Gutt, mit dem sie sich in Houston, Texas, niederließ. In den 1980er-Jahren wurde Pittman aufgrund des Rockabilly-Revivals wiederentdeckt, und es folgten zahlreiche Auftritte in Europa sowie Wiederveröffentlichungen ihrer alten Aufnahmen bei Rockhouse, Bear Family und Charly.
Barbara Pittman starb 2005 im Alter von 67 an Herzversagen in ihrer Heimatstadt Memphis.

## Diskographie

### Singles
| 1956               | I Need a Man / No Matter Who's to Blame | Sun 253                                   |
| 1957               | Two Young Fools in Love / I'm Getting Better All the Time | Phillips International 3518               |
| 1958               | Cold Cold Heart / Everlasting Love * | Phillips International 3527               |
| 1960               | The Eleventh Commandment / Handsome Man | Phillips International 3553               |
| Sonstige Aufnahmen | |                                           |
| 1956               | - Playing for Keeps | Demo                                      |
| 1956               | - No Matter Who's to Blame (Version 1) - No Matter Who's to Blame (Version 2) - Sentimental Fool (Version 1) - Sentimental Fool (Version 2) - Sentimental Fool (Version 3) - Voice of a Fool                                                                    | Sun (unveröffentlicht)                    |
| 1957               | - I'm Getting Better All the Time (Version 1) - I'm Getting Better All the Time (Version 2) - I'm Getting Better All the Time (Version 3) - I'm Getting Better All the Time (Version 4) - Take My Sympathy (Version 1) - Two Young Fools in Love (alt. Version) | Phillips International (unveröffentlicht) |
|                    | - Ain't Got a Thing - Cold Cold Heart (alt. Version) - Everlasting Love (alt. Version) - Just One Day | Phillips International (unveröffentlicht) |
|                    | - I Forgot to Remember to Forget - I'll Never Let You Go - The Lonely Hours - Love Is a Stranger - Take My Sympathy (Version 2) | Status unbekannt                          |

* Einige Exemplare von Phillips International 3527 tragen fälschlicherweise die Aufschrift Everlasting Heart.

### Alben
- 1983: The Original Sun Sides (Rockhouse)
- 1990: I Need a Man (Bear Family)
- 1997: Getting Better All the Time (Charly)